# Diplodocus (chemin de fer)
Cet article concerne la grue ferroviaire. Pour le genre de dinosaures, voir Diplodocus.
Le Diplodocus, officiellement EPTVF (Engin poseur de travures de voies ferrées), est une grue ferroviaire de l'armée française, dépendant de l'ancien 5e régiment de génie de Versailles, spécialisé dans les travaux de voies ferrées. Construit en 1958 et retiré du service en 1980, il pèse 317 tonnes pour 87 mètres de long.
Le Diplodocus, avec les quatre wagons l'accompagnant, fait l’objet d’un classement au titre objet des monuments historiques depuis le 8 décembre 2005.

## Historique
L'armée française, à l'issue de la Seconde Guerre mondiale, désire se doter d'un parc suffisant pour le génie ferroviaire. Afin de pouvoir faciliter la pose de ponts-rail provisoires ou des traverses, l'armée française se dote du « Diplodocus », surnommé ainsi pour son analogie avec le dinosaure. Originellement, la série devait comporter cinq engins identiques, mais est restée à un exemplaire unique faute de budget. 
La manipulation de la grue requiert six hommes. 
Une des flèches est de construction soudée, tandis que l'autre est rivetée. Cela est dû à un incident survenu pendant une intervention sur la ligne de Paris à Bâle au mois d'août 1975, lors de la pose d'un tablier sur la future autoroute A4 à Champigny-sur-Marne où le Diplodocus bascule et se retrouve couché sur le flanc,. Le Diplodocus n'est plus utilisé depuis les années 1980.
Le 5e régiment du génie étant dissous depuis le 10 juin 2010, le Diplodocus reste la propriété du musée du Génie, à Angers, mais est confié à l'association « Fédération Patrimoine Génie Versailles » pour son entretien.

Le Diplodocus lors des Journées du patrimoine de 2005 à Versailles-Matelots
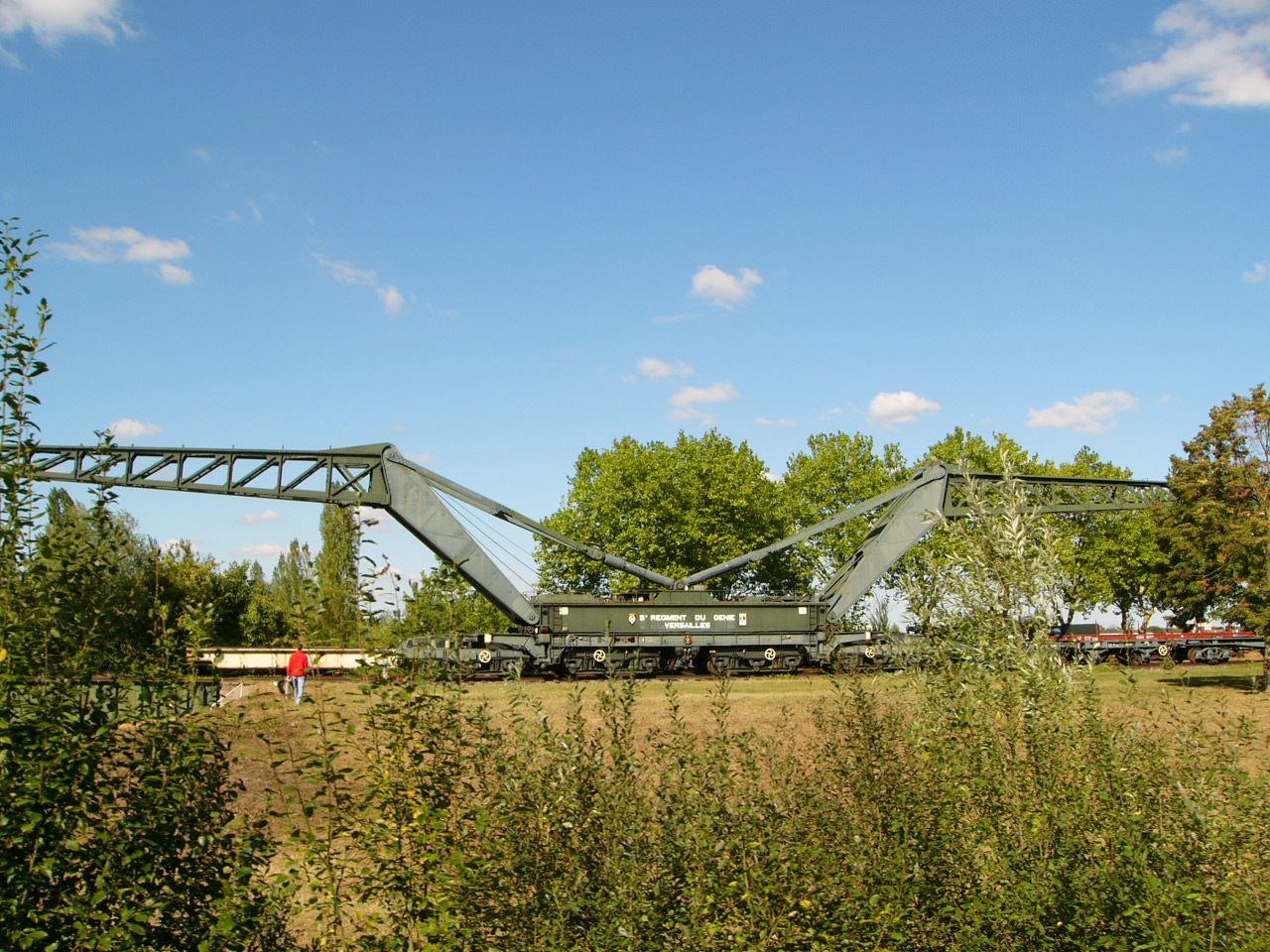
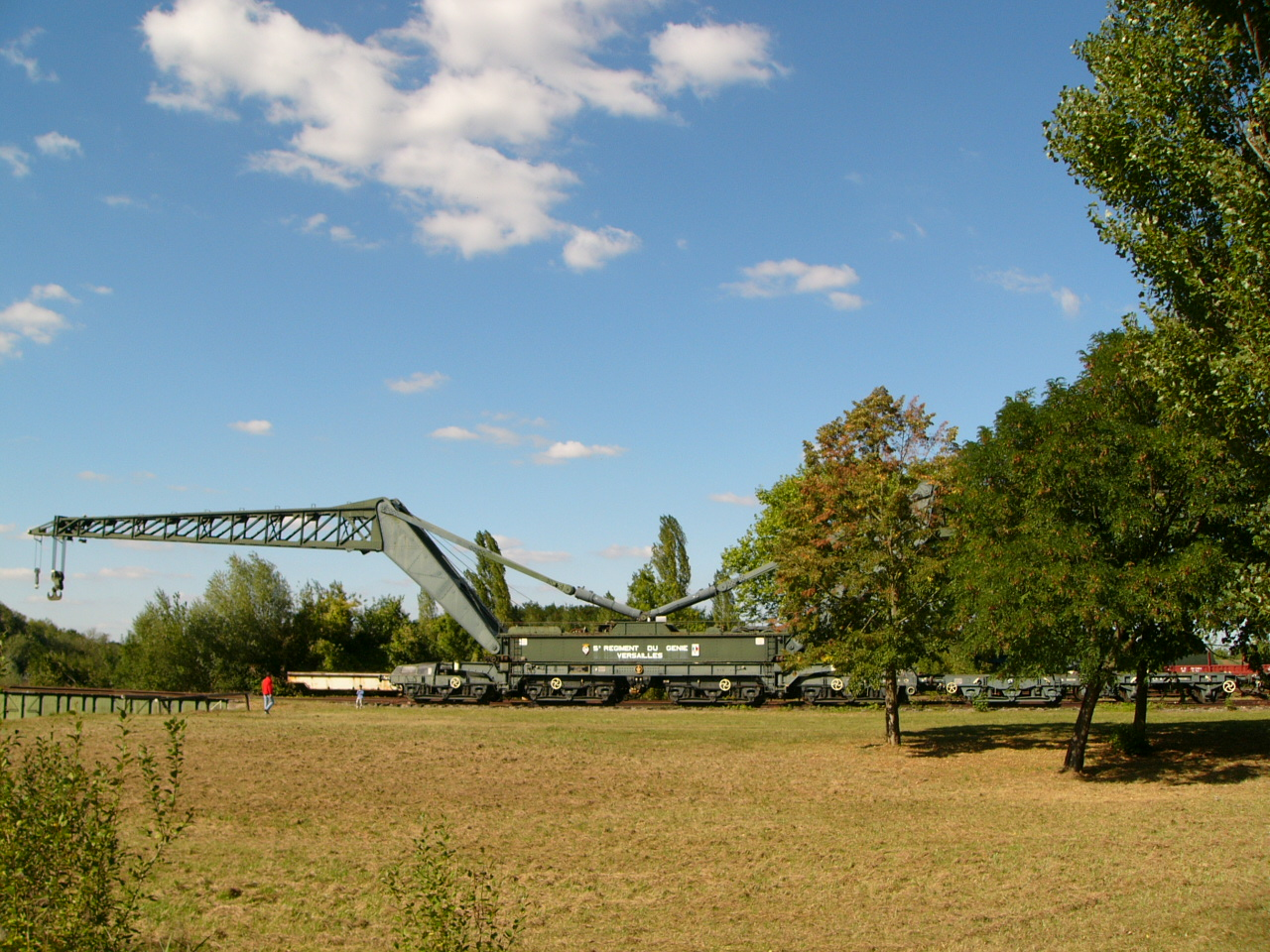
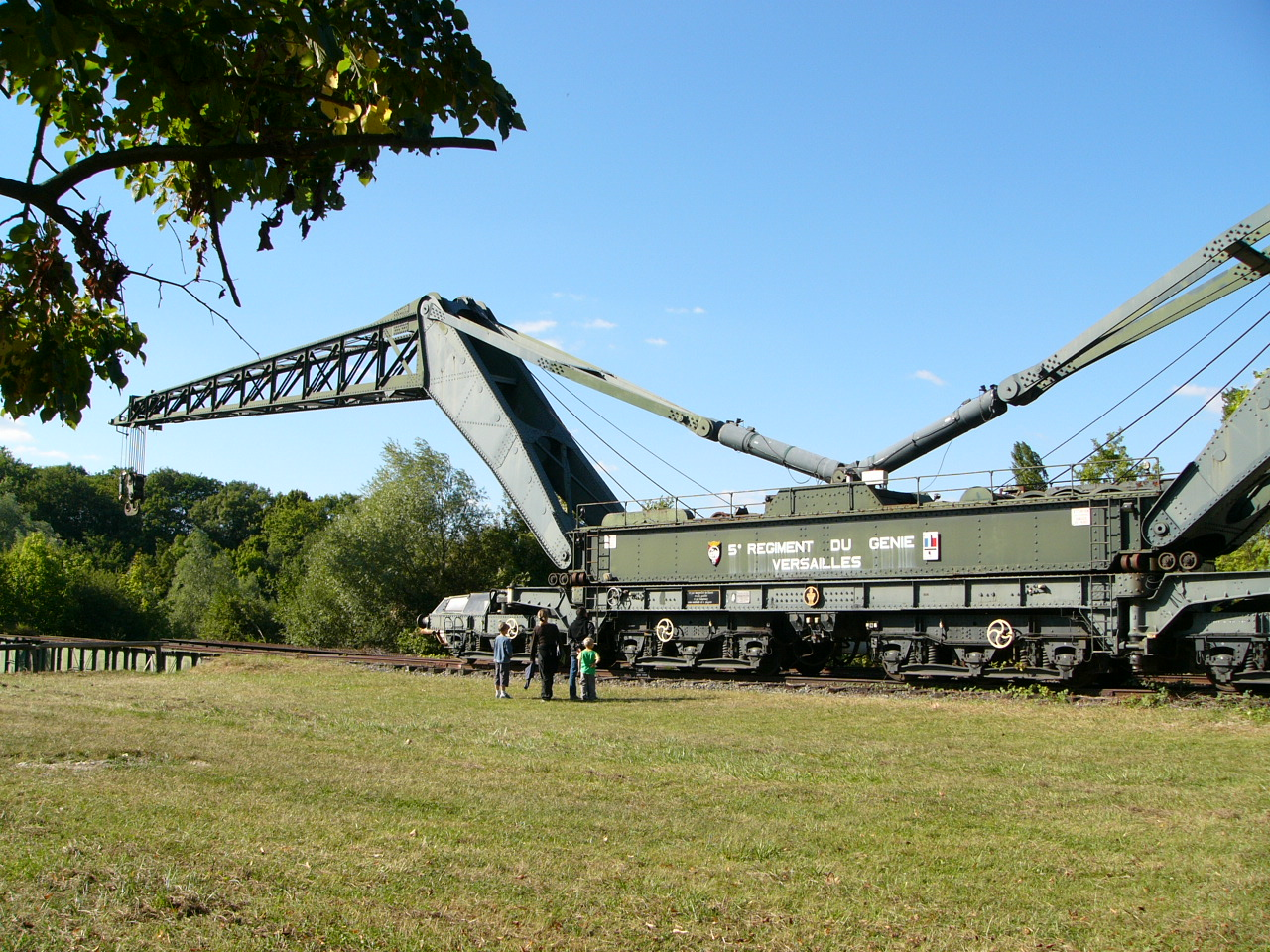
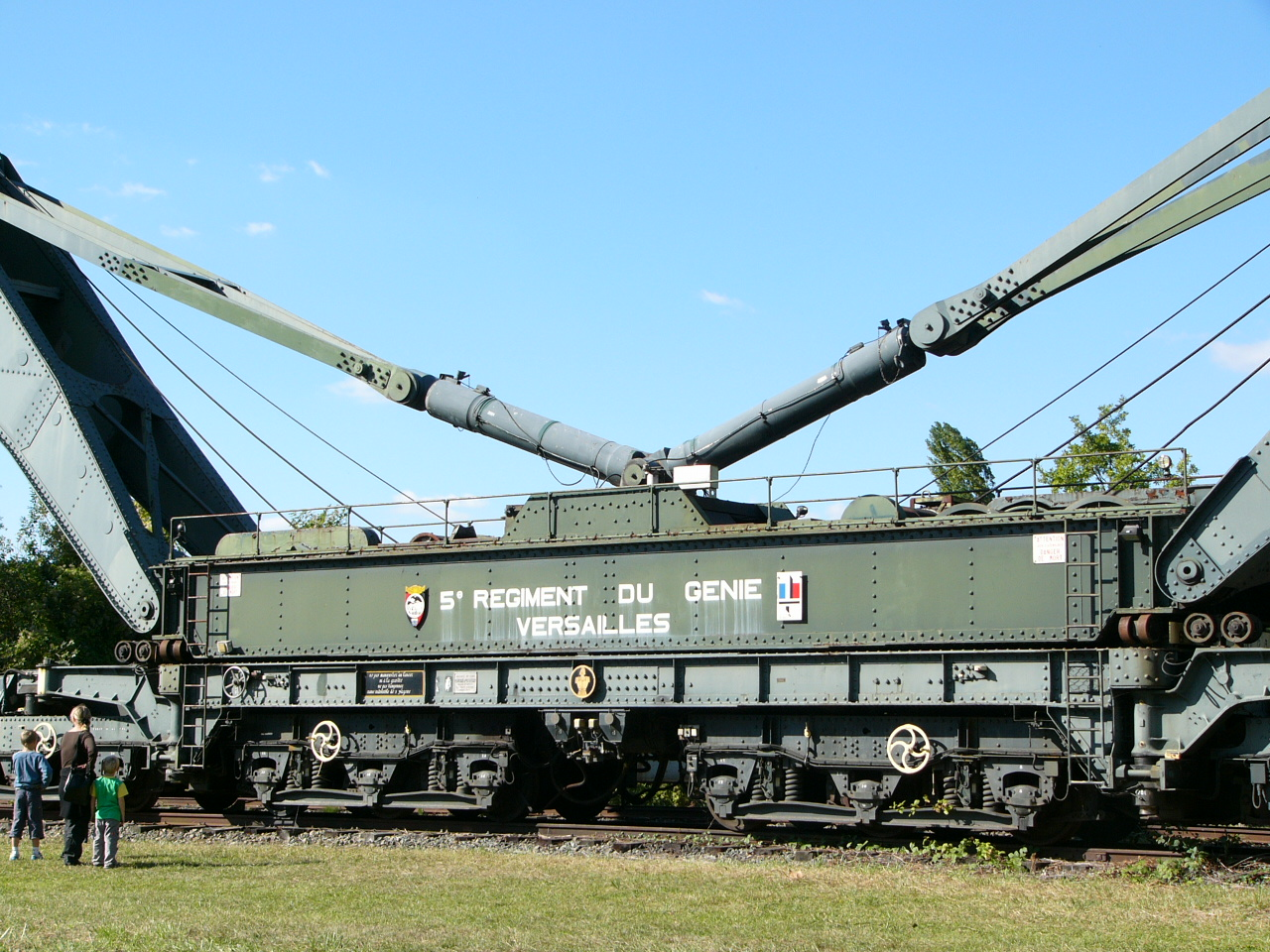
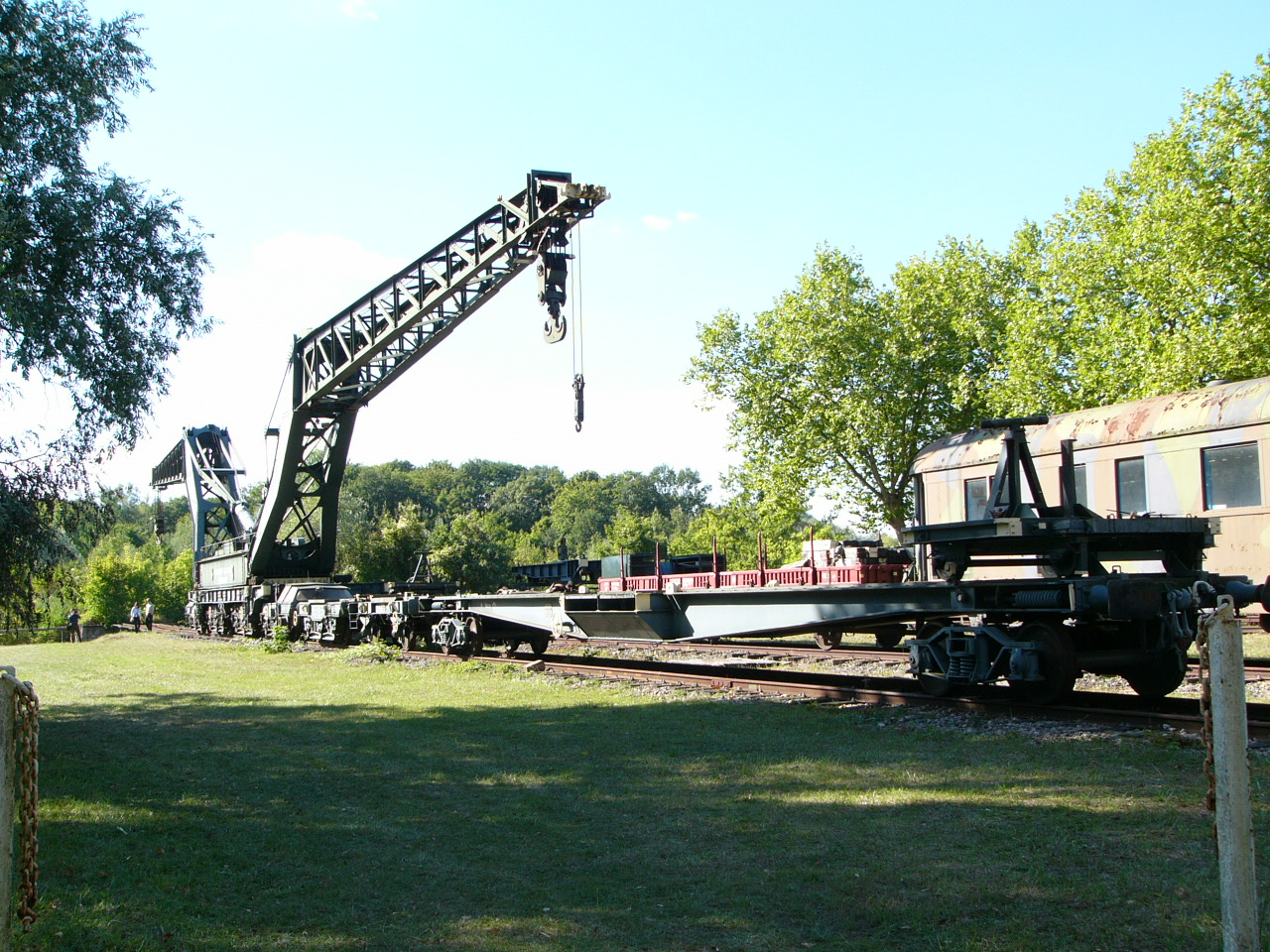
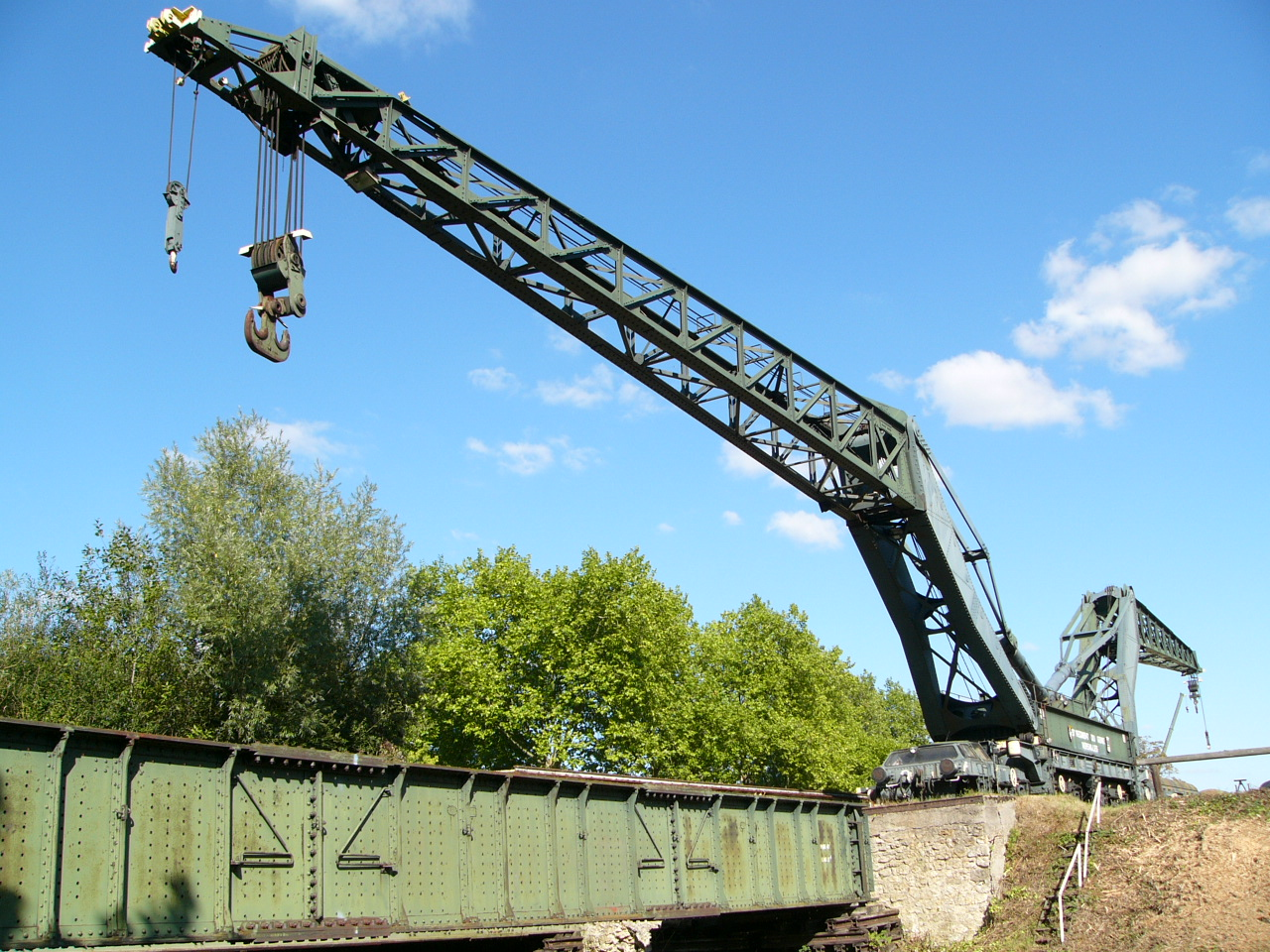
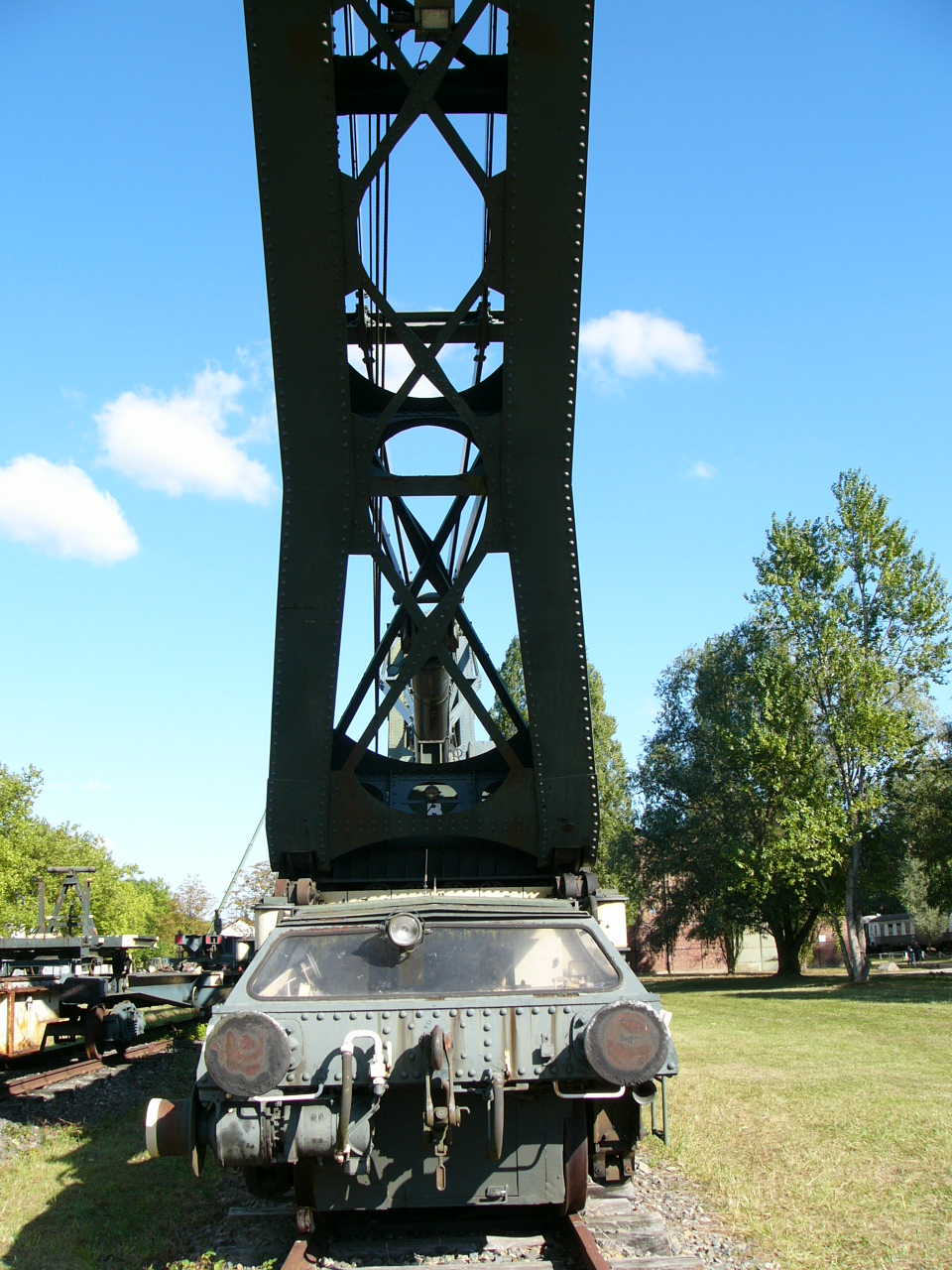
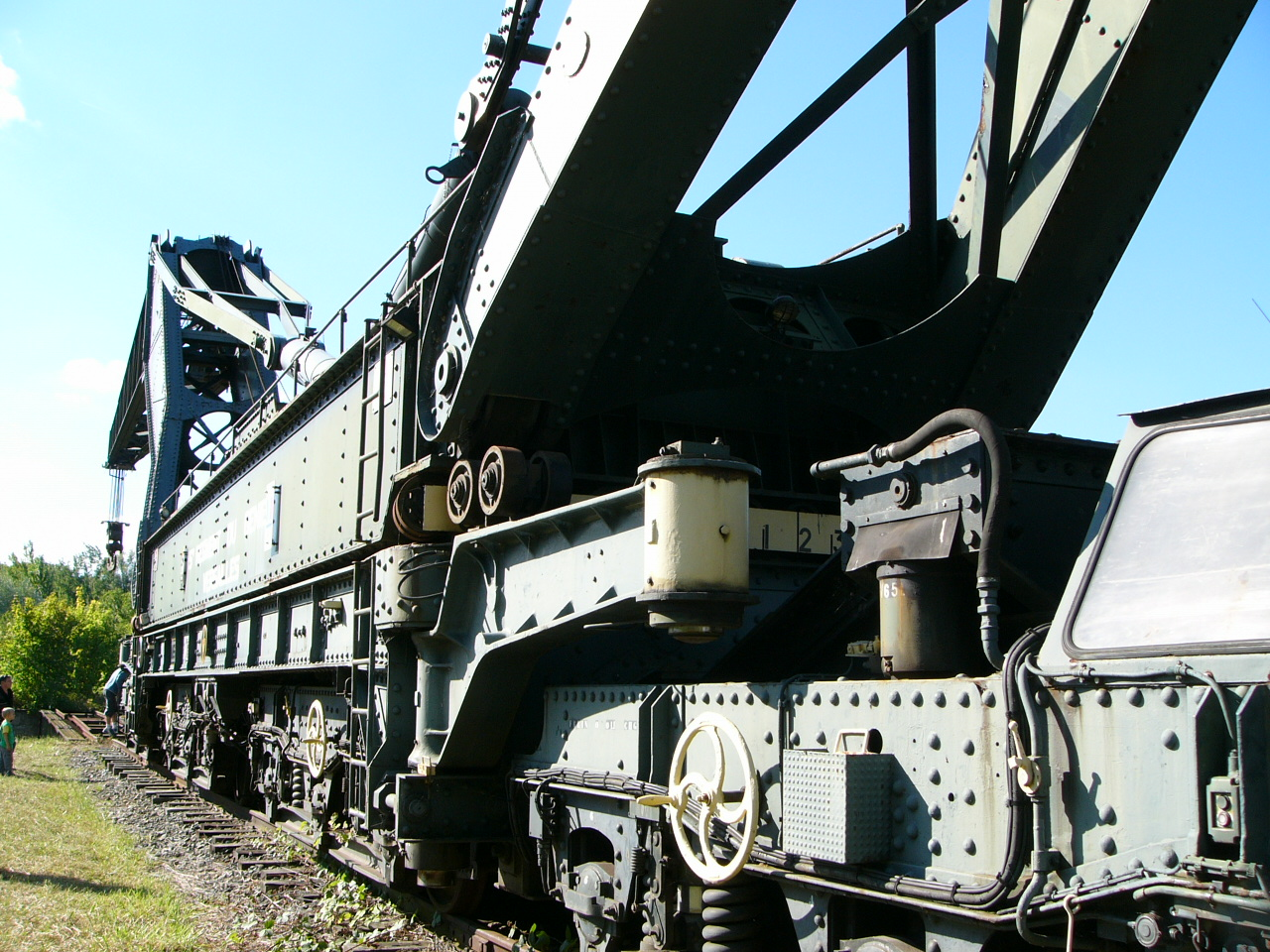
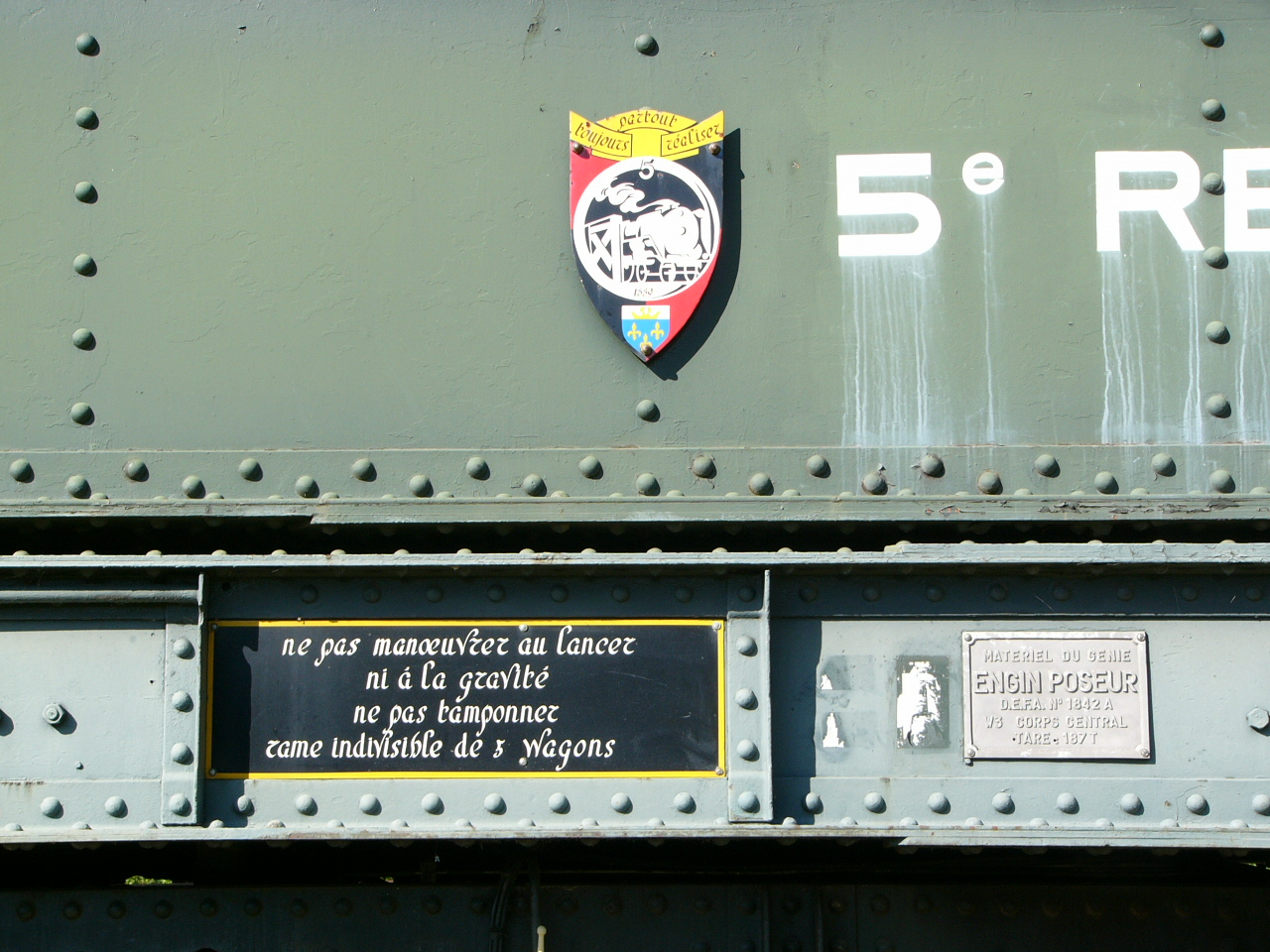